# يوسف فيشر
يوسف فيشر (بالعبرية: יוסף פישר‏) هو سياسي إسرائيلي، ولد في 11 فبراير 1920 في بودابست في المجر، وتوفي في 14 ديسمبر 1992 في إسرائيل. حزبياً، نشط في ماباي. وقد انتخب عضو الكنيست ‏ (30 نوفمبر 1959 – 17 نوفمبر 1969).